# Baeoura dicladura
Baeoura dicladura är en tvåvingeart som först beskrevs av Alexander 1936.  Baeoura dicladura ingår i släktet Baeoura och familjen småharkrankar. Inga underarter finns listade i Catalogue of Life.